# Arrondissement de Châteaubriant-Ancenis
L'arrondissement de Châteaubriant-Ancenis est une circonscription administrative du département de la Loire-Atlantique en région Pays de la Loire. Il résulte de la fusion en 2017 des anciens arrondissements de Châteaubriant et d'Ancenis. Son chef-lieu (sous-préfecture) se trouve à Châteaubriant. La sous-préfecture d'Ancenis est devenue une « Maison de l'État ».
Cette évolution a été accompagnée d'un certain nombre de transferts de communes vers le nouvel arrondissement, dont une du département du Maine-et-Loire (Freigné).

## Historique (depuis 2017)
L'arrondissement de Châteaubriant-Ancenis commence à fonctionner le 1er janvier 2017. Les communes de Grandchamp-des-Fontaines, Sucé-sur-Erdre, Treillières et Vigneux-de-Bretagne, relevant jusque-là de l'arrondissement de Nantes lui sont rattachées.
En décembre 2017, la commune de Freigné, de l'arrondissement de Segré dans le Maine-et-Loire, lui est rattachée (arrêté du 26 décembre 2017).
Le 1er janvier 2018, les communes de Bonnœuvre, Maumusson, Saint-Mars-la-Jaille, Saint-Sulpice-des-Landes, Vritz et Freigné fusionnent pour former la commune nouvelle de Vallons-de-l'Erdre. L'arrondissement compte alors 77 communes pour une superficie de 3 157,63 km2.
Le 1er janvier 2019, les communes d'Ancenis et de Saint-Géréon fusionnent pour former la commune nouvelle d'Ancenis-Saint-Géréon. 
À l'heure actuelle, l'arrondissement compte donc 76 communes.

## Liste des 76 communes de l'arrondissement
Au 1er janvier 2024, l'arrondissement groupe les 76 communes suivantes :
1. Abbaretz
2. Ancenis-Saint-Géréon
3. Avessac
4. Blain
5. Bouvron
6. Casson
7. Le Cellier
8. La Chapelle-Glain
9. Châteaubriant
10. La Chevallerais
11. Conquereuil
12. Couffé
13. Derval
14. Erbray
15. Fay-de-Bretagne
16. Fégréac
17. Fercé
18. Le Gâvre
19. Grand-Auverné
20. Grandchamp-des-Fontaines
21. La Grigonnais
22. Guémené-Penfao
23. Héric
24. Issé
25. Jans
26. Joué-sur-Erdre
27. Juigné-des-Moutiers
28. Ligné
29. Loireauxence
30. Louisfert
31. Lusanger
32. Marsac-sur-Don
33. Massérac
34. La Meilleraye-de-Bretagne
35. Mésanger
36. Moisdon-la-Rivière
37. Montrelais
38. Mouais
39. Mouzeil
40. Nort-sur-Erdre
41. Notre-Dame-des-Landes
42. Noyal-sur-Brutz
43. Nozay
44. Oudon
45. Pannecé
46. Petit-Auverné
47. Petit-Mars
48. Pierric
49. Le Pin
50. Plessé
51. Pouillé-les-Côteaux
52. Puceul
53. Riaillé
54. La Roche-Blanche
55. Rougé
56. Ruffigné
57. Saffré
58. Saint-Aubin-des-Châteaux
59. Saint-Julien-de-Vouvantes
60. Saint-Mars-du-Désert
61. Saint-Nicolas-de-Redon
62. Saint-Vincent-des-Landes
63. Sion-les-Mines
64. Soudan
65. Soulvache
66. Sucé-sur-Erdre
67. Teillé
68. Les Touches
69. Trans-sur-Erdre
70. Treffieux
71. Treillières
72. Vair-sur-Loire
73. Vallons-de-l'Erdre
74. Vay
75. Vigneux-de-Bretagne
76. Villepot

## Liste des sous-préfets
| Période          | Période         | Identité          | Fonction précédente | Observation |
| ---------------- | --------------- | ----------------- | ------------------- | ----------- |
| 1er janvier 2017 | 8 novembre 2019 | Mohamed Saadallah |                     |             |
| 6 janvier 2020   | -               | Pierre Chauleur   |                     | -           |
| 17 avril 2023    | En cours        | Marc Makhlouf     |                     |             |

## Démographie
En 2022, l'arrondissement comptait 233 942 habitants.
| 2016    | 2021    | 2022    |
| ------- | ------- | ------- |
| 222 436 | 231 576 | 233 942 |